# VNREDSat-1

Tên lửa đẩy Vega.

VNREDSat-1 hay VNREDSat-1A (tên đầy đủ Vietnam Natural Resources, Environment and Disaster-monitoring Satellite-1A) là vệ tinh quang học quan sát Trái Đất, có khả năng chụp ảnh toàn bộ các khu vực trên bề mặt Trái Đất.
Hệ thống vệ tinh VNREDSat-1 là hệ thống vệ tinh quan sát Trái Đất đầu tiên của Việt Nam. Vệ tinh VNREDSat-1 do Công ty EADS Astrium (Pháp) thiết kế, chế tạo và được chứng nhận đủ điều kiện để đưa lên quỹ đạo. Ngày 8/3/2013, vệ tinh VNREDSat-1 đã được vận chuyển an toàn trong một công-ten-nơ đặc biệt đến bãi phóng ở Kourou, Guyana thuộc Pháp. Đây là bãi phóng nằm trong Trung tâm Không gian Guyana, bãi phóng vệ tinh của châu Âu. Trung tâm Không gian này nằm trong sự quản lý chung của Cơ quan Vũ trụ Pháp (CNES) và Cơ quan Vũ trụ châu Âu (ESA). Nhà thầu duy nhất được phép vận hành các đợt phóng ở đây là Công ty ArianeSpace (Pháp).
Vệ tinh viễn thám đầu tiên của Việt Nam (VNREDSat-1) dự kiến được phóng vào lúc 09 giờ 06 phút ngày 3/5/2013 (theo giờ Hà Nội) từ bãi phóng Kourou, Guyana thuộc Pháp. Tuy nhiên, việc phóng bị hoãn do thời tiết xấu. Vệ tinh VNREDSat-1 phóng thành công lên quỹ đạo ngày 7/5/2013.

## Dự án VNREDSat-1
Dự án VNREDSat-1 có tổng mức đầu tư là 55,8 triệu Euro bằng nguồn vay ODA ưu đãi của Chính phủ Pháp và có 64,820 tỷ đồng từ nguồn vốn đối ứng của Việt Nam.
Dự án VNREDSat-1 được xây dựng dựa trên những nghiên cứu, đánh giá về nhu cầu thực tiễn trong nước, công nghệ và xu hướng phát triển mới của công nghệ vệ tinh nhỏ quan sát Trái Đất trên thế giới.
Sau khi thực hiện thành công Dự án, Việt Nam sẽ chủ động cung cấp ảnh vệ tinh độ phân giải cao cho các Bộ, ngành và các tỉnh thành có nhu cầu sử dụng dữ liệu ảnh vệ tinh viễn thám phục vụ phát triển kinh tế - xã hội, ứng phó với thảm hoạ thiên nhiên và biến đổi khí hậu.
Đặc biệt, dự án VNREDSat-1 là sự phối kết hợp để tận dụng các cơ sở hạ tầng sẵn có của Hệ thống thu nhận, lưu trữ và xử lý ảnh các vệ tinh viễn thám của Bộ Tài nguyên Môi trường, nhằm tạo ra một hệ thống giám sát hoàn chỉnh, độc lập từ vệ tinh đến trạm thu mặt đất và trung tâm xử lý phân phối dữ liệu ảnh viễn thám tại Việt Nam.

## Một vài thông số kỹ thuật của VNREDSat-1
- Chụp ảnh ở kênh toàn sắc và 4 kênh đa phổ.
- Thời gian lặp lại: 3 ngày
- Quỹ đạo đồng bộ Mặt Trời, độ cao 680 km.
- Độ phân giải mặt đất 2,5m (Pan) và 10m (MS).[5]

## Kết quả phóng VNREDSat-1
Ngày 07 tháng 05 năm 2013, vệ tinh VNREDSat-1 đã được phóng thành công lên quỹ đạo thông qua tên lửa đẩy VEGA tại sân bay vũ trụ Kourou, Guiana thuộc Pháp.